# 22-я добровольческая кавалерийская дивизия СС «Мария Терезия»
22-я добровольческая кавалерийская дивизия СС «Мария Терезия» (нем. 22. SS-Freiwilligen-Kavallerie-Division ”Maria Theresia”) — тактическое соединение войск СС нацистской Германии. Была сформирована 21 апреля 1944 года из венгерских «добровольцев» (фактически из военнообязанных граждан Венгрии — этнических немцев, т. н. фольксдойче). Названа в честь императрицы Марии Терезии из династии Габсбургов.
Дивизия была разгромлена советскими войсками при взятии Будапешта в феврале 1945 года. Остатки дивизии, которые не попали в окружение, были использованы при формировании 37-й добровольческой кавалерийской дивизии СС «Лютцов».

## Формирование
В апреле 1944 года немцы объявили о создании двух венгерских дивизий СС. Первая из них, 22-я добровольческая кавалерийская, получила почётное наименование «Мария Терезия», по имени императрицы Австро-Венгрии из династии Габсбургов, которая правила в Австрии в 1740—1780 гг.
Основой дивизии стал 17-й кавалерийский полк СС из 8-й кавалерийской дивизии СС «Флориан Гайер». Два других полка были созданы из венгров и венгерских фольксдойче. Дивизия формировалась в венгерских городах Кишбер, Гаер и Будапешт. Она состояла из трёх кавалерийских полков, получивших № 17, 52 и 53, артиллерийского полка и вспомогательных частей.
Почётное имя «Мария Терезия» не появлялось в официальных документах. Начальное формирование дивизии продолжалось до августа 1944 года, за чем последовало перемещение в подчинение группы армий «Южная Украина». В октябре 1944 года дивизия получила боевое крещение в ходе тяжёлых оборонительных боёв в составе 6-й армии. Наступающая с востока и юга в Венгрии Красная армия окружила дивизию 24 декабря 1944 в Будапеште. В начале февраля 1945 года, когда бои вокруг Будапешта закончились, лишь некоторые солдаты дивизии смогли прорваться на запад.

## Боевой путь
В сентябре 1944 года 17-й и 52-й полки вместе с артиллерийским полком были использованы для остановки советского наступления в Трансильвании на севере от города Арад. Основная тяжесть боёв легла на 52-й полк, 6 октября он попал в окружение, после прорыва из окружения в конце месяца в его составе осталось всего 48 человек. К 1 ноября 1944 года все подразделения «Марии Терезии» были собраны в Будапеште. Перед окончательным окружением города в дивизии насчитывалось около 8 000 человек.
24 декабря 1944 года кольцо вокруг Будапешта сомкнулось, и солдаты дивизии разделили судьбу немецко-венгерского гарнизона. Подразделения дивизии участвовали в обороне острова Чепель на Дунае и во всех попытках прорыва из окруженного города. В январе 1945 года части дивизии обороняли район Киспешт, городские бои сопровождались большими потерями, особенно в середине января.
В ночь на 12 февраля 1945 года в результате прорыва позиций 180-й советской дивизии части гарнизона удалось вырваться из окруженного города. Однако после прорыва основная часть прорвавшихся была уничтожена Красной Армией. Остатки дивизии были объединены с запасными частями и составили боевую группу «Амейзер», ставшую основой 37-й добровольческой кавалерийской дивизии СС «Лютцов».

## Зона действий
- с апреля по август 1944 (формирование и обучение)
- с сентября 1944 по февраль 1945 (оборонительные бои в восточной и южной Венгрии против наступающих частей Красной армии)

## Организация
- 17-й добровольческий кавалерийский полк СС (SS-Freiwilligen-Kavallerie-Regiment 17)
- 52-й добровольческий кавалерийский полк СС (SS-Freiwilligen-Kavallerie-Regiment 52)
- 53-й добровольческий кавалерийский полк СС (SS-Freiwilligen-Kavallerie-Regiment 53)
- 22-й добровольческий артиллерийский полк СС (SS-Freiwilligen-Artillerie-Regiment 22)
- 22-й противотанковый дивизион СС (SS-Panzerjäger-Abteilung 22)
- 22-й зенитный дивизион СС (SS-Flak-Abteilung 22)
- 22-й разведывательный батальон СС (SS-Panzer-Aufklärungs-Abteilung 22)
- 22-й батальон связи СС (SS-Nachrichten-Abteilung 22)
- 22-й сапёрный батальон СС (SS-Pionier-Bataillon 22)
- 22-е подразделение снабжения СС (SS-Nachschub-Truppen 22)
- 22-й батальон тылового обеспечения СС (SS-Wirtschafts-Bataillon 22)
- 22-й батальон административного управления СС (SS-Verwaltungstruppen-Abteilung 22)
- 22-й полевой запасной батальон СС (SS-Feldersatz-Bataillon 22)
- 22-й санитарный батальон СС (SS-Sanitäts-Abteilung 22)

## Командиры
- Бригадефюрер СС и генерал-майор войск СС Август Цеендер (21 апреля 1944 — 11 февраля 1945)

## Награждённые Рыцарским крестом Железного креста

### Рыцарский крест Железного креста (4)
- Антон Амейзер — 1 ноября 1944 — штурмбаннфюрер СС, командир 52-го кавалерийского полка СС.
- Пауль Райссман — 16 ноября 1944 — оберштурмфюрер СС, командир 4-й роты 17-го кавалерийского полка СС.
- Антон Вандикен — 26 декабря 1944 — гауптштурмфюрер СС, командир 6-й роты 52-го кавалерийского полка СС.
- Вернер Даллман — 17 января 1945 — унтерштурмфюрер СС, адъютант 53-го кавалерийского полка СС.

### Рыцарский крест Железного креста с Дубовыми листьями (1)
- Август Цеендер (№ 722) — 1 февраля 1945 — бригадефюрер СС и генерал-майор войск СС, командир 22-й добровольческой кавалерийской дивизии СС «Мария Терезия».